# خط المسح

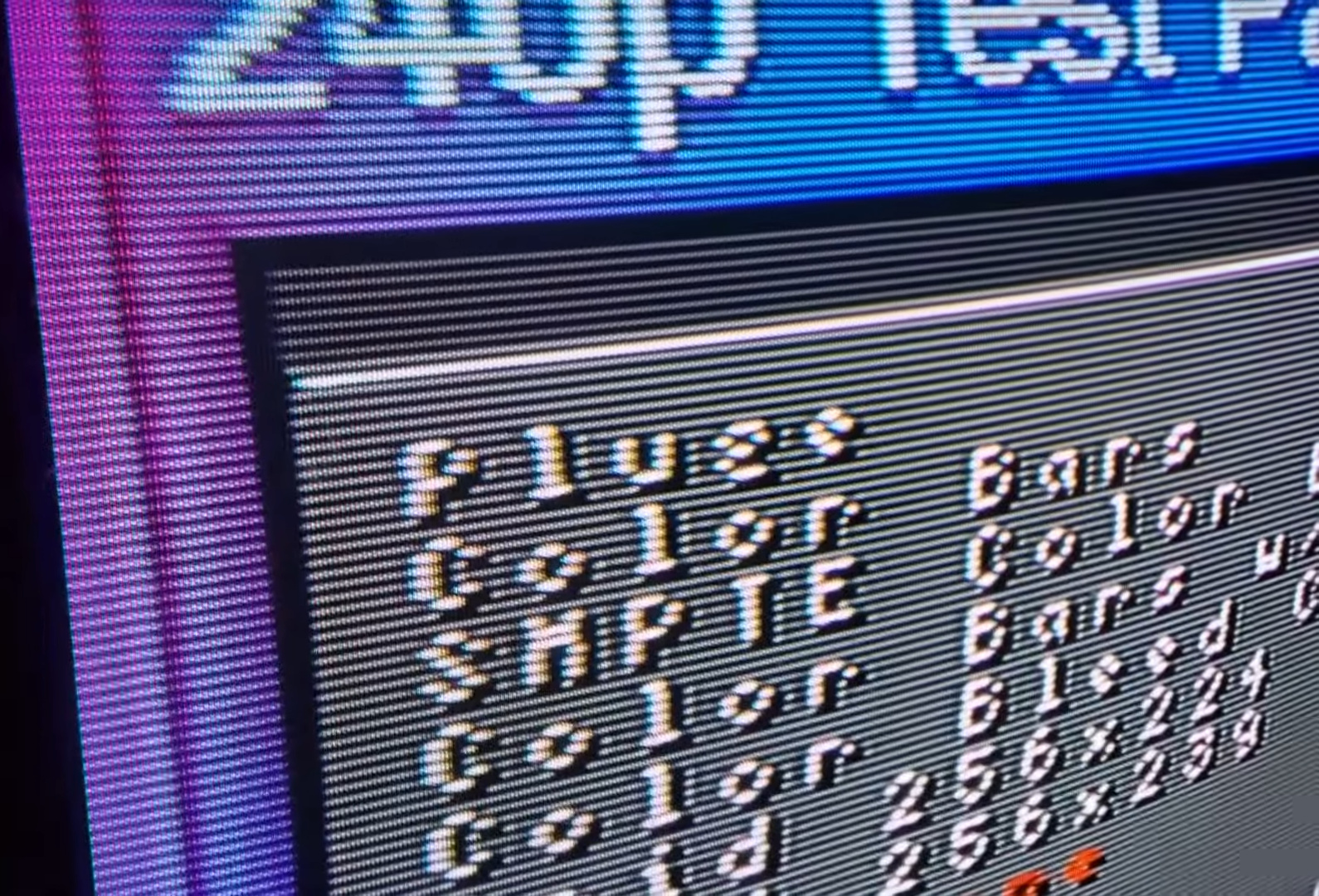
خطوط المسح الضوئي على جهاز تلفزيون ملون من طراز ميتسوبيتشي CS-40307 CRT. النقاط الدقيقة التي تظهر عبر خطوط المسح الضوئي الساطعة ترجع إلى قناع الظل.

خط المسح (بالإنجليزية: Scan line) هو خط أو صف واحد في نمط المسح النقطي، مثل خط الفيديو على شاشة عرض أنبوب أشعة الكاثود لجهاز تلفاز أو شاشة حاسوب.
على شاشات عرض أنبوب أشعة الكاثود يمكن تمييز خطوط المسح الأفقية بصريًا، حتى عند مشاهدتها من مسافة بعيدة كخطوط ملونة متناوبة وخطوط سوداء، خاصة عند عرض إشارة مسح تقدمية ذات دقة رأسية أقل من الحد الأقصى. يُستخدم هذا أحيانًا اليوم كتأثير مرئي في رسومات الحاسوب.
يُستخدم هذا المصطلح لقياس لصف واحد من وحدات البكسل في الصورة الرسومية النقطية. تعد خطوط المسح مهمة في تمثيل بيانات الصورة، لوجود العديد من تنسيقات ملفات الصور التي لها قواعد خاصة للبيانات الموجودة في نهاية خط المسح، على سبيل المثال قد تكون هناك قاعدة مفادها أن كل سطر مسح يبدأ عند حد معين مثل بايت أو كلمة، او صيغة ملف بي ام بي .هذا يعني أنه حتى البيانات النقطية المتوافقة قد تحتاج إلى التحليل على مستوى خطوط المسح من أجل التحويل بين التنسيقات.